# Sylvaner

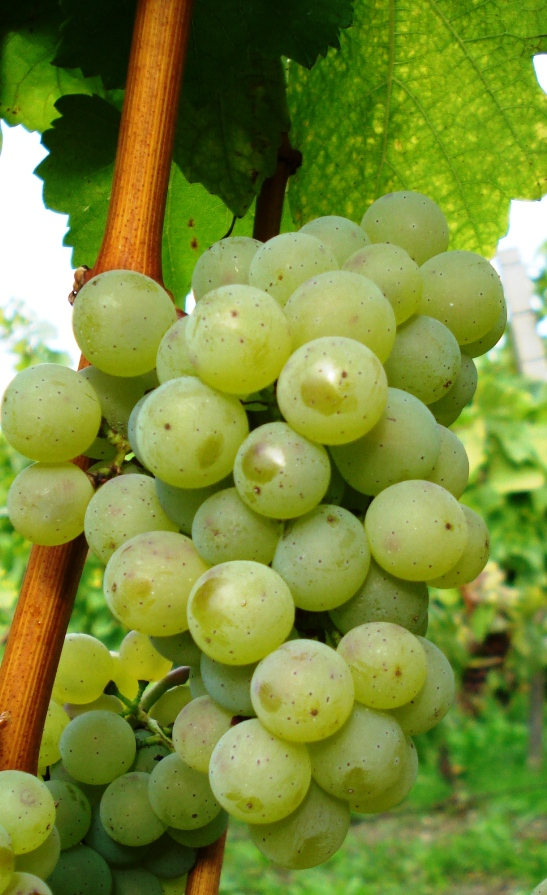
Sylvaner druiven

De Sylvaner, Groene Sylvaner of Silvaner is een witte druivensoort die waarschijnlijk van oorsprong uit de Kaukasus afkomstig is. Het is een spontane kruising tussen de Traminer en de Österreichisch-weiss. Volgens wijnmaker André Ostertag gaat Sylvaner een revival krijgen, vooral nu er steeds betere Sylvaners te verkrijgen zijn. Dat besef heeft onder meer geleid tot het toekennen van een grand-cru status aan Sylvaner van de Zotzenberg (Mittelbergheim).

## Aanplant
Vooral in de Duitse wijnstreken Rheinhessen en Franken wordt deze druif - hier Silvaner genoemd - veel aangeplant. De Sylvaner komt ook veel voor in de Franse Elzas, Oostenrijk, Roemenië, Zwitserland, Tsjechië, Italië, Kroatië en Hongarije, maar Rheinhessen oogst hiervan wereldwijd het meest.

## Kenmerken
De wijnen van de Sylvaner zijn fris, fruitig, droog en hebben zachte zuren. Ze hebben aroma's van kruisbes, hooi, peren en karamel en de smaak van appel, perzik, bloemen en citroen.

## Wijn-spijscombinaties
- Sylvaner uit de Elzas: fruits de mer, mosselen, slakken, gegrilde vis, charcuterie, fondue, salades met vinaigrette.
- Silvaner uit Franken: asperges, zalm, kabeljauw, braadworst, Maultaschen, stoofpotjes.

## Bron
- www.wijn.org
- Frankrijk Supplement Perswijn jaargang 18, nr 6, oktober 2005
- Perswijn 2, jaargang 22, maart/april 2009
- Perswijn Supplement Elzas, https://web.archive.org/web/20170203075250/http://www.wijnpers.nl/elzas/